# Dysauxes separata
Dysauxes separata là một loài bướm đêm thuộc phân họ Arctiinae, họ Erebidae.